# Фагбенле, Теми
Темитопе Титилола Олуватобилоба «Теми» Фагбенле (англ. Temitope Titilola Oluwatobiloba "Temi" Fagbenle; род. 8 сентября 1992 года, Балтимор, штат Мэриленд, США) — британская профессиональная баскетболистка нигерийского происхождения, выступаюшая в женской национальной баскетбольной ассоциации за клуб «Голден Стэйт Валкириз». Она была выбрана на драфте ВНБА 2016 года в третьем раунде под тридцать пятым номером командой «Миннесота Линкс». Играет в амплуа тяжёлого форварда и центровой. Кроме того защищает цвета турецкого клуба «Бешикташ».
В составе национальной сборной Великобритании принимала участие на Олимпийских играх 2012 года в Лондоне, а также на чемпионатах Европы 2015 года в Венгрии и Румынии и 2019 года в Сербии и Латвии.

## Ранние годы
Теми родилась 8 сентября 1992 года в городе Балтимор (штат Мэриленд) в семье Буки и Тунде Фагбенле, у неё есть одиннадцать братьев и сестёр, Кунле, Докун, Банке, Оу Ти, Люти, Дапо, Тито, Пекун, Торера, Тифе и Тани, а училась она в Блэрстауне (штат Нью-Джерси) в Блэрской академии, в которой выступала за местную баскетбольную команду.